# Los Polivoces
Los Polivoces fue un dueto cómico mexicano activo desde mediados de la década de los sesenta, hasta los años setenta. Desde sonrisas Colgate en los años 60, los polivoces de 1970 a 1973, el show de los polivoces de 1973 a 1976 y separados en Eduardo II de 1976 a 1981 y Enrique Polivoz de 1976 a 1980. Regresaron nuevamente en la década de los 90 de manera independiente en programas unitarios y se volvieron a unir para comerciales de la mueblería Tus amigos en el año 2000.

## El dúo cómico
Los Polivoces fue un equipo muy famoso e icónico de la comedia mexicana durante la década de los años 70. Estaba compuesto por Enrique Cuenca (nacido en Ciudad de México el 2 de octubre de 1940 y fallecido el 29 de diciembre de 2000) y Eduardo Manzano (nacido el 18 de julio de 1938 en Ciudad de México). Además de sus labores en escena Cuenca, en colaboración con el guionista Mauricio Kleiff (1931 - 2010) escribió la mayor parte del material clásico de Los Polivoces, mientras que Manzano se ocupaba del área administrativa (cabe señalar que en los meses previos a su separación, el guionista fue Marco R. Flota).
Su nombre refleja una de las cualidades características de los comediantes, la cual era la de crear diversos personajes e imitar celebridades (prefijo griego poli=muchas / voces).
Manzano, ingeniero de carrera, conoció a Cuenca en 1959 en un concurso para imitadores del Canal 4 (actualmente Foro TV). La pareja de artistas incursionó en el cine, la televisión y los discos, grabando una gran variedad para Discos Orfeón, en donde destacó la célebre tonada "La Calambrina" (1964), después grabaron para CBS; filmaron 19 películas, participando también en el programa televisivo "Sonrisas Colgate", donde su guionista era Roberto Gómez Bolaños, hasta que tuvieron su propio programa continuó en cadena nacional de 1971 a 1973, por el canal 8 de Televisión Independiente de México y, de 1974 a 1976, por el canal 2, ya en Televisa. Parte de su obra fue grabada en blanco y negro y el resto fue presentada a color. 
Tras la disolución del equipo en los años 70, ambos miembros continuaron su carrera por separado. Enrique Cuenca creó su propio programa titulado Enrique Polivoz, después de su salida del aire, trabajo un tiempo en Canal 13, regresando a Televisa a finales de la década de los 80's, protagonizando "A Toda Risa". Por su parte Eduardo Manzano realizó de 1976 a 1981 El show de Eduardo II (donde descubrió a Luis de Alba). Tras realizar durante un año la emisión "La vida en risa" poco se supo de él. Después de efímeras reuniones (a principios de los 80), para actuaciones en teatro y centros nocturnos, en el año 2000 Los Polivoces volvieron a trabajar juntos, e hicieron comerciales para una tienda de muebles y promocionales radiofónicos; esto irónicamente, poco antes del fallecimiento de Cuenca. En el 2004, Manzano actuó en el film Club Eutanasia y, más recientemente hizo el papel del abuelo Don Arnoldo en la serie Una familia de diez (grabada en 2007 y 2019).
Aprovechando el éxito de la primera etapa de su programa televisivo, en 1970 Editorial América lanza una colección de historietas llamada "Los Polivoces, Vida y Movidas del Muñecazo de Oro Gordolfo Gelatino",  donde se recopilaban historias cortas de los personajes que aparecían en TV. Aquí, se dio más énfasis en el personaje de Gordolfo Gelatino y su mamá, doña Naborita Gelatino, una pareja única. Gordolfo es una hilarante parodia inspirada en Mauricio Garcés y Rodolfo Valentino, y doña Naborita es una octogenaria, portera del edificio donde viven, que plancha ropa ajena, vende lotería, gelatinas, productos casa por casa y encuentra las formas más inverosímiles de ganar dinero para mantener a su "exquisito" hijo, cuya única preocupación es cuidar su belleza. 

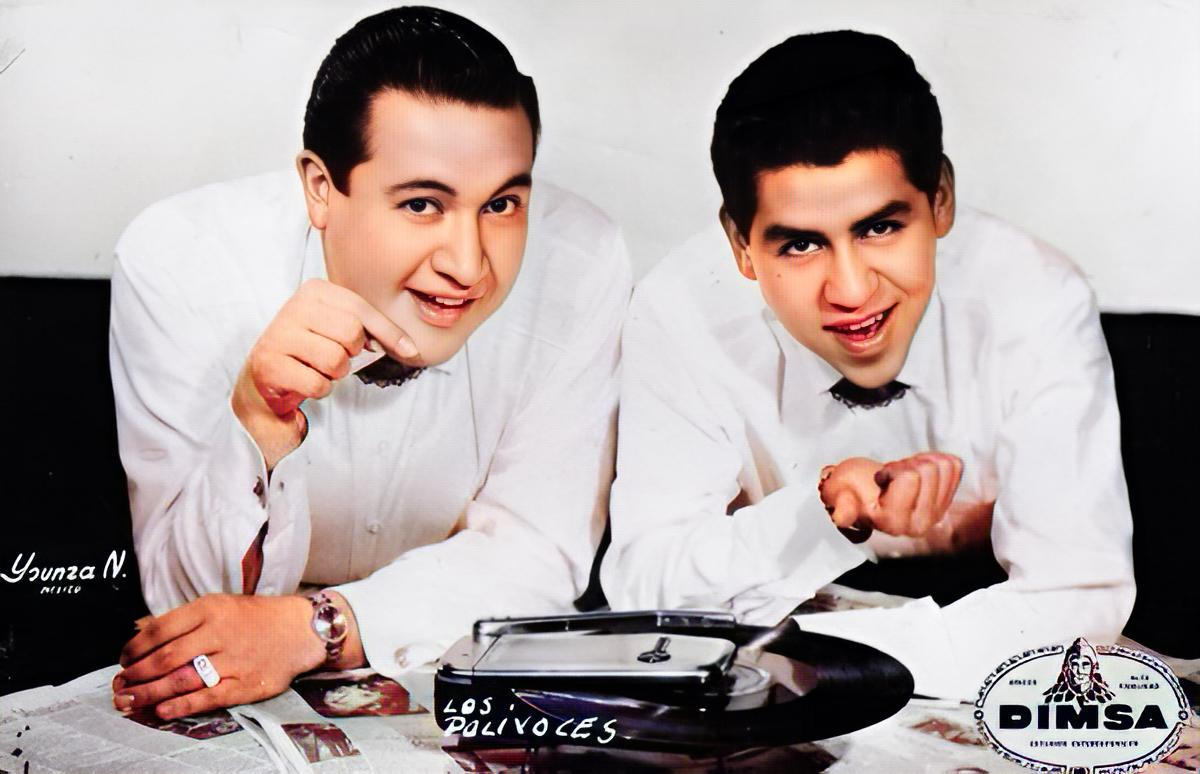
El dúo alrededor de 1963

También aparecían otros personajes, como Chano y Chon, dos indígenas ataviados con sarape de Saltillo y gran sombrero, algo flojos y despistados, con muy poco sentido común, lo que los hace crear chistes cortos con las frases coloquiales que escuchan de la gente. Vemos también a Don Pasiflorino y Acelerino, padre e hijo con actitudes opuestas: Don Pasiflorino es lento y holgazán, mientras que Acelerino (haciendo honor a su nombre) vive la vida a paso acelerado e intranquilo. Otros personajes que también se publicaron aquí son Inocencio y Barbarita; y una especie de recopilación de historias policiacas divertidas, llamada “La Policía Siempre en Vigilia”. No se especificaba dibujante o argumentista, únicamente director de la publicación.   

## Personajes

### Los Polivoces (1971-1973)/El Show De Los Polivoces (1973-1976)
Entre los personajes creados en mancuerna fueron: 
- El Policía y varios convictos ("La policía siempre en Vigilia")
- Chano y Chon
- Don Laureano y Doña Paz
- El Ropo
- La Chica de Sifón
- La Pistola De León
- Los Hermanos Lelos
- El Pinacate y Zarazúa 2°
- Mostachón y el Wash & Wear
- Don Prócoro y 0-0 Bongocero
- El Tuercas y El Maestro Packard
- Andobas y Don Teofilito
- Agallón Mafafas y Juan Garrison
- Gordolfo Gelatino y su mamá doña Naborita Gelatino
- Kid Descontón/El Zopilote Vengador y don Chupe
- El Maistro y el Saltamontes
- Acelerino y su papá Pasiflorino
- El Púas y El Molacho
- Don Toque y El Kilowattito (este último después sería renombrado Nico Am-Pérez)
- Ignacia Trelles "La Nacha"
- Armándaro Valle de Bravo
- Sr. Vallito
- Mary Pompis
- Agustín Barrios Gómez
- Dr. I.Q.
- Carlitros de la Barra

### El show de Eduardo Segundo
- Inocencio
- El Calavera
- El Tíviri Távara
- El Molacho (y doña Jechu)
- Don Terramicino
- Capirucho
- Jacobo Zabludovsky (a veces Jacobo Jaladovsky)
- El Chachalaco
- El Ceguetas
- El Xocoyote
- El Coyote Joel (se pronuncia "Yoil")
- Armándaro Valle de Bravo
- El Profesor Chiflágoras
- Agustín Varios-Rones (Agustín Barrios Gómez)
- El 24
- El Chiva del Mocho
- El Chinchulín Chamuscado
- Una representación del Llanero Solitario (que hablaba siempre por teléfono)
- Agallón Mafafas
- Don Teofilito

### Enrique Polivoz
- Jenruchito
- Paco Eco
- Don Max
- Don Margarito Che Che
- Monsieur Pierre Cardin
- Enrico Fasolasi
- Juan José Carreola
- Don Laureano y Doña Lencha (interpretada por Lucila Mariscal)
- El Mostachón y la Water Proof (interpretada por Lucila Mariscal)
- Don Dorian
- B. Muino
- El Púas
- Juan Garrison
- Pedro Ferriz de "Un mundo nos vigila"
- Jorongo Spin
- Enrique y sus Imitados
- El maestro y las pequeñas saltamontes
- Andobas
- Clavillazo
- Nacho López Tacho (homenaje a Ignacio López Tarso)

## Tema musical
Las épocas más conocidas de Los Polivoces tuvieron 2 temas musicales como inicio y cierre del programa.
- En las temporadas (1971-1973) es: Un tema compuesto por Bebu Silvetti
- En las temporadas (1974-1976) es: Barry White and the Love Unlimited Orchestra - What A Groove.

## Series de Televisión
- Tiempos y Contrastes (1961) .... Los Polivoces
- Sonrisas Colgate (1962) .... Los Polivoces
- La Farmacia de Televicuento (1962) ... Los Polivoces
- Los Polivoces (1970-1973) .... Los Polivoces
- El Show de los Polivoces (1973-1976) .... Los Polivoces
- Enrique Polivoz (1976-1980) .... Enrique Cuenca
- El Show de Eduardo Segundo (1976-1981) .... Eduardo Manzano

## Filmografía
Entre su filmografía se encuentra:
- Agarrando Parejo (1964)
- Tres Mil Kilómetros de Amor (1967)
- El Aviso Inoportuno (1969)
- ¡Ahí madre! (1970)
- ¡Entre paisanos te veas! (1971)
- Hijazo de mi vidaza (1972)
- Entre pobretones y ricachones (1973)
- Somos del otro Laredo (1977)
- Los Polivoces 88 (1988)

## Discografía
- El Show de Los Polivoces (1963) ... DIMSA
- Los Inigualables Polivoces (1965) ... Orfeon Videovox S.A.
- Los Polivoces (1967) ... Discos Orfeon
- Los Fabulosos Chistes de Chano y Chon (1968) ... Discos Orfeon
- El Modesto Gordolfo Gelatino (1969) ... Discos Orfeón
- La Suegra (1970) ... Discos Orfeon
- Mano a Mano/El Zorro del Desierto de Los Leones (1974) ... CBS
- Trisagio de Las Casadas (1976) ... Discos Orfeon/DIMSA (Recopilatorio)